# Cerkiew św. Spirydona w Beracie
Cerkiew św. Spirydona (alb. Kisha e Shën Spiridhonit) – prawosławna cerkiew w Beracie, w okręgu Berat, w Albanii. Usytuowana jest w dzielnicy Gorica po drugiej stronie rzeki Osum niż wzgórze Starego Miasta.
Świątynia pochodzi z XVIII wieku, jednak jej obecny kształt został nadany po przebudowie w XIX wieku. Nad  wejściem znajduje się inskrypcja w języku greckim, podająca datę budowy istniejącej świątyni na rok 1864. Świątynia jest trójnawową bazyliką, środkowa nawa oddzielona jest od bocznych dwoma podłużnymi arkadami wspartymi na kamiennych kolumnach.
Po ogłoszeniu w 1967 przez Envera Hodżę „Rewolucji Ideologicznej i Kulturalnej” i deklarowania Albanii pierwszym na świecie państwem ateistycznym, rozpoczęły się represje wobec wszystkich wspólnot religijnych i kościołów w Albanii. Obiekty sakralne przejęło państwo, większość z nich zostało zdewastowanych, a nawet zburzonych. Jak większość obiektów sakralnych, cerkiew św. Spirydona przez ponad 30 lat uległa dużym zniszczeniom. Obecnie jest odrestaurowana przez Albański Kościół Prawosławny.